# Fosfonio

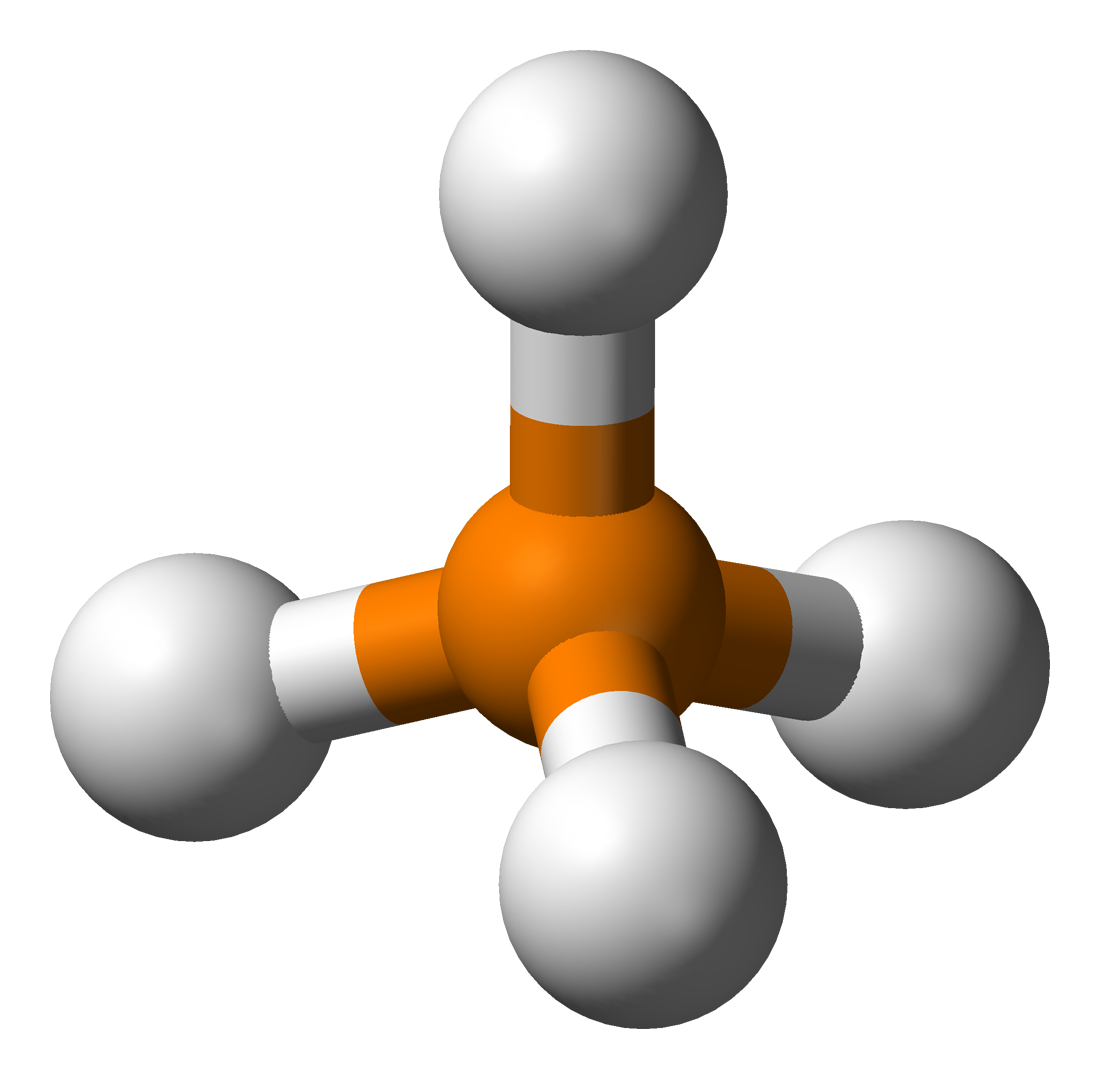
Modelo tridimensional del catión fosfonio.

En química, el catión fosfonio es un ion poliatómico cargado positivamente, representado por la fórmula química PH4+, resultado de la protonización de la fosfina. Tiene una masa molar de 35,01 g/mol.
Las sales que contienen cuatro grupos alquilos o arilos sujetos a un fosfato positivo son llamadas sales fosfinas. Las sales alquilotrifenilfosfinas son muy usadas en la preparación de reactivos para reacciones de Witting.